# Lepadella heterodactyla
Lepadella heterodactyla är en hjuldjursart som beskrevs av Fadeew 1925. Lepadella heterodactyla ingår i släktet Lepadella och familjen Lepadellidae. Inga underarter finns listade i Catalogue of Life.